# Alibertia premontana
Alibertia premontana är en måreväxtart som beskrevs av Charlotte M. Taylor. Alibertia premontana ingår i släktet Alibertia och familjen måreväxter. Inga underarter finns listade i Catalogue of Life.